# 알레그
알레그(아랍어: ألاك, 프랑스어: Aleg)는 모리타니 남부에 위치한 도시로, 브라크나 주의 주도이며 인구는 15,521명(2013년 기준)이다. 모리타니의 전직 대통령인 시디 울드 셰이크 압달라히가 태어난 곳이기도 하다.